# Las Mariquillas
Las Mariquillas es un paraje situado en la ribera del río Júcar, dentro del término municipal de Valdeganga (Albacete, España).
Cuenta con un coto de pesca intensivo, por lo que es muy frecuentado por los pescadores. Es accesible para minusválidos. Se accede a través de la AB-200 (antigua B-4).
Su vegetación típica incluye el bosque de ribera compuesto de álamos, fresnos y chopos y bosques secos en el entorno circundante de pino carrasco, ailanto y encinas. Cuenta con una playa formada sobre el río Júcar, la Playeta de las Mariquillas, que constituye una zona habilitada para el baño. Entre sus elementos destaca una gran noria.
Es un espacio natural de titularidad municipal de Albacete.